# Histiophryne psychedelica
O Histiophryne psychedelica é uma espécie de peixe da Indonésia que possui listras azuis e brancas. Seus olhos, por sua vez, irradiam cores brilhantes.